# Reguläre bedingte Verteilung
Die reguläre bedingte Verteilung einer Zufallsvariable ist ein Begriff aus der Wahrscheinlichkeitstheorie. Sie verallgemeinert die Verteilung einer Zufallsvariable um den Aspekt, dass eventuell schon Vorinformationen über die möglichen Ausgänge eines Zufallsexperiments bekannt sind. Damit spielt die reguläre bedingte Verteilung eine wichtige Rolle in der Bayes-Statistik und in der Theorie der stochastischen Prozesse. Im Gegensatz zur (gewöhnlichen) bedingten Verteilung ist die reguläre bedingte Verteilung mithilfe des bedingten Erwartungswertes definiert und nicht mit der (gewöhnlichen) bedingten Wahrscheinlichkeit, was sie wesentlich allgemeiner macht.

## Definition
Gegeben seien ein Wahrscheinlichkeitsraum {\displaystyle (\Omega ,{\mathcal {A}},P)} und ein Messraum {\displaystyle (E,{\mathcal {E}})} sowie eine Unter-σ-Algebra {\displaystyle {\mathcal {F}}} von {\displaystyle {\mathcal {A}}}. Sei {\displaystyle Y} eine Zufallsvariable von {\displaystyle (\Omega ,{\mathcal {A}})} nach {\displaystyle (E,{\mathcal {E}})}.
Ein Markow-Kern {\displaystyle \kappa _{Y,{\mathcal {F}}}} von {\displaystyle (\Omega ,{\mathcal {A}})} nach {\displaystyle (E,{\mathcal {E}})} heißt eine reguläre Version der bedingten Verteilung der Zufallsvariable {\displaystyle Y} gegeben {\displaystyle {\mathcal {F}}}, wenn
{\displaystyle \kappa _{Y,{\mathcal {F}}}(\omega ,B)=P(Y^{-1}(B)|{\mathcal {F}})(\omega )}
für alle {\displaystyle B\in {\mathcal {E}}} und für {\displaystyle P}-fast alle {\displaystyle \omega } gilt.
Dabei ist {\displaystyle P(A|{\mathcal {F}})(\omega ):=\operatorname {E} (\mathbf {1} _{A}|{\mathcal {F}})(\omega )} die bedingte Wahrscheinlichkeit, wie sie über den bedingten Erwartungswert definiert wird.
Explizit bedeuten die Bedingungen in der Definition an die Funktion {\displaystyle \kappa _{Y,{\mathcal {F}}}\colon \Omega \times {\mathcal {E}}\to [0,1]} also:
1. Für alle {\displaystyle \omega \in \Omega } ist {\displaystyle \kappa _{Y,{\mathcal {F}}}(\omega ,\,\cdot \,)} ein Wahrscheinlichkeitsmaß auf {\displaystyle (E,{\mathcal {E}})},
2. für alle {\displaystyle B\in {\mathcal {E}}} ist {\displaystyle \kappa _{Y,{\mathcal {F}}}(\,\cdot \,,B)} eine {\displaystyle {\mathcal {F}}}-messbare Funktion und
3. für alle {\displaystyle B\in {\mathcal {E}}} und alle {\displaystyle F\in {\mathcal {F}}} gilt {\displaystyle \int _{F}\kappa _{Y,{\mathcal {F}}}(\,\cdot \,,B)\,dP=P(Y^{-1}(B)\cap F)}.

## Bemerkungen

### Existenz
Eine reguläre bedingte Verteilung existiert immer für reellwertige Zufallsvariablen, wenn die reellen Zahlen mit der Borelschen σ-Algebra versehen sind. Allgemeiner existiert die reguläre bedingte Verteilung immer für Zufallsvariablen mit Werten in Borel'schen Räumen, also beispielsweise für polnische Räume oder den {\displaystyle \mathbb {R} ^{n}} jeweils versehen mit der Borelschen σ-Algebra. Doob gibt in seinem Werk Stochastic Processes ein Beispiel, wofür keine reguläre bedingte Wahrscheinlichkeit existiert.

### Varianten
Analog zu den Varianten des bedingten Erwartungswertes lassen sich auch verschiedene Varianten der regulären bedingten Verteilung definieren, die sich alle auf die obige Definition zurückführen lassen.
- Ohne die Verwendung von Zufallsvariablen lässt sich die bedingte Verteilung von {\displaystyle P} gegeben {\displaystyle {\mathcal {F}}} definieren als der Markow-Kern mit

{\displaystyle \kappa (\omega ,A)=P(A|{\mathcal {F}})(\omega )}
für {\displaystyle P}-fast alle {\displaystyle \omega } und alle {\displaystyle A\in {\mathcal {A}}}.
- Ist {\displaystyle X} eine weitere Zufallsvariable von {\displaystyle (\Omega ,{\mathcal {A}})} in einen weiteren Messraum {\displaystyle (E_{1},{\mathcal {E}}_{1})}, so ersetzt man die σ-Algebra {\displaystyle {\mathcal {F}}} durch die von der Zufallsvariable {\displaystyle X} erzeugte σ-Algebra {\displaystyle \sigma (X)}, um die bedingte Verteilung von {\displaystyle Y} gegeben {\displaystyle X} zu erhalten.

## Beispiel
Gegeben seien zwei reellwertige Zufallsvariablen mit gemeinsamer Dichtefunktion {\displaystyle f_{X,Y}(x,y)} bezüglich des Lebesgue-Maßes. Dann ist die reguläre bedingte Verteilung von {\displaystyle Y} gegeben {\displaystyle X} gegeben durch die Dichte
{\displaystyle f_{Y|X}(y|x):={\frac {f(x,y)}{f_{X}(x)}}},
das heißt, es gilt
{\displaystyle \kappa _{Y,\sigma (X)}(\omega ,B)={\frac {\displaystyle \int _{B}f(X(\omega ),y)\,dy}{f_{X}(X(\omega ))}}}.
Hierbei bezeichnet {\displaystyle f_{X}(x)=\int _{\mathbb {R} }f(x,y)\,dy} die Dichte der Randverteilung. Die Tatsache, dass diese Randverteilung im Nenner Null werden kann, ist nicht weiter problematisch, da dies bloß auf einer {\displaystyle P_{X}}-Nullmenge passiert.

## Berechnung bedingter Erwartungswerte
Ist {\displaystyle \kappa _{Y,{\mathcal {F}}}} eine reguläre Version der bedingten Verteilung einer integrierbaren reellwertigen Zufallsvariable {\displaystyle Y} gegeben {\displaystyle {\mathcal {F}}}, dann gilt für den bedingten Erwartungswert von {\displaystyle Y} gegeben {\displaystyle {\mathcal {F}}}
{\displaystyle \operatorname {E} (Y|{\mathcal {F}})(\omega )=\int _{\mathbb {R} }y\,\kappa _{Y,{\mathcal {F}}}(\omega ,dy)}
für {\displaystyle P}-fast alle {\displaystyle \omega \in \Omega }.